# 496 av. J.-C.
Cette page concerne l'année 496 av. J.-C. du calendrier julien proleptique.

## Événements
- 15 juillet : importante victoire des Romains sur les Latins à la bataille du lac Régille[1] (ou  en 499 av. J.-C.).
- 6 octobre : à Rome, consulat de A. Postumius Albus Regillensis, T. Verginius Tricostus Cæliomontanus[2].

- Grève militaire des plébéiens devant le danger Volsque, selon Tite-Live[3].
- Instauration du culte plébéien de Liber, Libera et  Cérès sur l’Aventin[3] (le temple est dédié en 493). Les plébéiens n’ont pas, semble-t-il, accès aux cultes de la triade capitoline Jupiter, Junon, Minerve.

- Le Pisistratide Hipparque, fils de Charmos, chef des partisans de la tyrannie et proche de l'ancien tyran Hippias est élu archonte (496–495 av. J.-C.) d'Athènes[4].

- Début du règne en Chine de Goujian de Yue (en) (越王勾践), roi de Yue (fin en 465 av. J.-C.)[5].

## Naissances
- Sophocle, en grec ancien Σοφοκλῆς/Sophoklễs (ou 495, mort en 406 ou 405 av. J.-C.),  tragédien grec.